# Acadia megye
Acadia megye az Amerikai Egyesült Államokban, azon belül Louisiana államban található. Megyeszékhelye és legnagyobb városa Crowley. Lakosainak száma 57 576 fő (2020. április 1.). Acadia megye Evangeline, Saint Landry, Lafayette, Vermilion és Jefferson Davis megyékkel határos.

## Népesség
A megye népességének változása:
| Lakosok száma | 61 862 | 61 797 | 61 923 | 62 204 | 62 577 | 57 576 |
|               | 2010   | 2011   | 2012   | 2013   | 2015   | 2020   |